# Одвош (Арад)
Одвош (рум. Odvoș) насеље је у Румунији у округу Арад у општини Коноп. Oпштина се налази на надморској висини од 147 m.

## Становништво
Према подацима из 2002. године у насељу је живело 500 становника, од којих су сви румунске националности.